# Philip Turnbull
Philip Bernard Turnbull (7. april 1879 i Cardiff – 20. oktober 1930 smst) var en walisisk hockeyspiller som deltog i OL 1908 i London.
Turnbull vandt en bronzemedalje i hockey under OL 1908 i London. Han var med på det walisiske hold som kom på en delt tredjeplads i hockeyturneringen.
Hans fætter Bertrand Turnbull, var målmand på holdet.